# Liste der Baudenkmale in Hinte
Die Liste der Baudenkmale in Hinte enthält die nach dem Niedersächsischen Denkmalschutzgesetz geschützten Baudenkmale in der ostfriesischen Gemeinde Hinte. Die Quelle der Baudenkmale ist der Denkmalatlas Niedersachsen. Der Stand der Liste ist der 21. Januar 2024.

## Allgemein
In den Spalten befinden sich folgende Informationen:
- Lage: die Adresse des Baudenkmales und die geographischen Koordinaten. Kartenansicht, um Koordinaten zu setzen. In der Kartenansicht sind Baudenkmale ohne Koordinaten mit einem roten Marker dargestellt und können in der Karte gesetzt werden. Baudenkmale ohne Bild sind mit einem blauen Marker gekennzeichnet, Baudenkmale mit Bild mit einem grünen Marker.
- Bezeichnung: Bezeichnung des Baudenkmales
- Beschreibung: die Beschreibung des Baudenkmales. Unter § 3 Abs. 2 NDSchG werden Einzeldenkmale und unter § 3 Abs. 3 NDSchG Gruppen baulicher Anlagen und deren Bestandteile ausgewiesen.
- ID: die Objekt-ID des Baudenkmales
- Bild: ein Bild des Baudenkmales, ggf. zusätzlich mit einem Link zu weiteren Fotos des Baudenkmals im Medienarchiv Wikimedia Commons. Wenn man auf das Kamerasymbol klickt, können Fotos zu Baudenkmalen aus dieser Liste hochgeladen werden:

| Lage                                                                | Bezeichnung                      | Beschreibung | ID       | Bild |
| ------------------------------------------------------------------- | -------------------------------- | --- | -------- | --- |
| Westerhusen Alter Schulweg 3 53° 24′ 41″ N, 7° 10′ 53″ O            | Wohnhaus                         | | 34649104 | [[Vorlage:Bilderwunsch/code!/C:53.411362,7.181358!/D: Westerhusen Alter Schulweg 3, Wohnhaus!/\|BW]]                                                |
| Westerhusen Alter Schulweg 11 53° 24′ 41″ N, 7° 10′ 49″ O           | Gulfhaus                         | Backsteinbau. Anderthalbgeschossiger Wohnteil, Wappenstein datiert das Jahr 1789, Giebel weitgehend unverändert erhalten. Bauzeitliche Gulfscheune. | 34649529 | [[Vorlage:Bilderwunsch/code!/C:53.41132,7.180341!/D: Westerhusen Alter Schulweg 11, Gulfhaus!/\|BW]]                                                |
| Westerhusen Alter Schulweg 11 53° 24′ 40″ N, 7° 10′ 50″ O           | Einfriedung                      | | 34650093 | [[Vorlage:Bilderwunsch/code!/C:53.411245,7.180676!/D: Westerhusen Alter Schulweg 11, Einfriedung!/\|BW]]                                            |
| Groß-Midlum Am Löschteich 53° 24′ 36″ N, 7° 9′ 32″ O                | Burgmauer                        | Reste der ehemaligen Burgmauer mit Torbogen, Backsteinwerk mit verziertem Sockelstein und Sandsteinabschuss in Régenceform aus dem 18. Jh. Letztes Zeugnis der ehemaligen Burg Groß Midlum. | 34649270 | [[Vorlage:Bilderwunsch/code!/C:53.409969,7.159027!/D: Groß-Midlum Am Löschteich, Burgmauer!/\|BW]]                                                  |
| Groß-Midlum Am Löschteich 5 53° 24′ 36″ N, 7° 9′ 27″ O              | Wohnhaus                         | Eingeschossiger Backsteinbau unter Halbwalmdach. Zum Teil Blockrahmen mit Schiebefenster sowie Eingang erhalten. Nordgiebel um 1900 | 34648326 | |
| Groß-Midlum Am Löschteich 5 53° 24′ 36″ N, 7° 9′ 27″ O              | Stallteil                        | | 34649772 | [[Vorlage:Bilderwunsch/code!/C:53.410046,7.157441!/D: Groß-Midlum Am Löschteich 5, Stallteil!/\|BW]]                                                |
| Groß-Midlum Am Löschteich 11 53° 24′ 37″ N, 7° 9′ 29″ O             | St. Martin                       | Einschiffiger Backsteinbau mit halbrunder Ostapsis. Spitzbogenfenster vermauert, auf der Südseite flankierende Blenden mit gleichem Umriss. Ende 13. Jh. | 34648349 | Weitere Bilder |
| Suurhusen Am schiefen Turm 12 53° 24′ 49″ N, 7° 13′ 25″ O           | Kirche                           | Einschiffiger Backsteinbau mit wuchtigem dreigeschossigen spätgotischem schiefen Westturm, dem zweitschiefsten Turm der Welt (starke Neigung von 5,07 Grad bei 27 Metern Höhe). | 34649053 | Weitere Bilder |
| Suurhusen Am schiefen Turm 12 53° 24′ 48″ N, 7° 13′ 25″ O           | Kirche (Kirchwurt)               | | 34649746 | [[Vorlage:Bilderwunsch/code!/C:53.413429,7.223621!/D: Suurhusen Am schiefen Turm 12, Kirche (Kirchwurt)!/\|BW]]                                     |
| Suurhusen Am schiefen Turm 12 53° 24′ 50″ N, 7° 13′ 26″ O           | Kirche (Baumbestand)             | | 34650349 | [[Vorlage:Bilderwunsch/code!/C:53.414008,7.223796!/D: Suurhusen Am schiefen Turm 12, Kirche (Baumbestand)!/\|BW]]                                   |
| Loppersum Auricher Straße 301 53° 25′ 20″ N, 7° 14′ 1″ O            | Gulfhaus                         | | 47239872 | [[Vorlage:Bilderwunsch/code!/C:53.422142,7.233682!/D: Loppersum Auricher Straße 301, Gulfhaus!/\|BW]]                                               |
| Brückstraße 7 53° 24′ 46″ N, 7° 11′ 44″ O                           | Mühlenhof Visser (Scheune)       | | 34647826 | BW |
| Brückstraße 7 53° 24′ 47″ N, 7° 11′ 43″ O                           | Mühlenhof Visser (Wohnhaus)      | Giebelständiges Wohnhaus mit gut gegliederter Fassade und überwiegend originalen Fenstern. An Gulfscheune angebaut. | 34648397 | BW |
| Brückstraße 11 53° 24′ 48″ N, 7° 11′ 42″ O                          | Mühlenhof Visser (Windmühle)     | Dreistöckiger Galerieholländer. Mühlenstumpf in Ziegelmauerwerk erhalten. Zwischen 1993 und 1994 Renovierung von Maschinenhaus und Mühle. Galerie, Kappe und Flügel sind neu. | 34648397 | |
| Brückstraße 11 53° 24′ 48″ N, 7° 11′ 41″ O                          | Mühlenhof Visser (Maschinenhaus) | | 34649846 | BW |
| Brückstraße 12 53° 24′ 53″ N, 7° 11′ 42″ O                          | Gasthof Feldkamp                 | Eingeschossiger Massivbau auf hohem Sockel unter Halbwalmdach mit Ziegelpfannendeckung. | 34647880 | BW |
| Brückstraße 12 53° 24′ 53″ N, 7° 11′ 43″ O                          | Gasthof Feldkamp (Saalanbau)     | | 34649794 | BW |
| Brückstraße 12 53° 24′ 53″ N, 7° 11′ 42″ O                          | Scheune                          | | 34647908 | BW |
| Brückstraße 23 53° 24′ 53″ N, 7° 11′ 40″ O                          | Wohnhaus                         | | 34649645 | BW |
| Brückstraße 28 53° 24′ 55″ N, 7° 11′ 40″ O                          | Wohnhaus                         | Eingeschossiger giebelständiger Ziegelbau unter Krüppelwalmdach, ehemaliger Stallteil unter Walmdach. | 34648101 | |
| Westerhusen Burgstraße 3 53° 24′ 44″ N, 7° 10′ 51″ O                | Gulfhaus                         | Gulfscheune 1960 erneuert. Ehemaliges Schatthaus zur Westerburg. | 34649324 | [[Vorlage:Bilderwunsch/code!/C:53.412355,7.180928!/D: Westerhusen Burgstraße 3, Gulfhaus!/\|BW]]                                                    |
| Cirkwehrum Cirkwehrumer Ring 12 53° 26′ 15″ N, 7° 10′ 25″ O         | Gulfhaus (Landarbeiterhaus)      | Gut erhaltenes Landarbeiterhaus im Gulfhausstil. Backsteinbau unter Walmdach. Zum Teil klosterformatige Steine am Wohnteil, Blockrahmen und Schiebefenster erneuert. | 34648199 | [[Vorlage:Bilderwunsch/code!/C:53.437447,7.1736!/D: Cirkwehrum Cirkwehrumer Ring 12, Gulfhaus (Landarbeiterhaus)!/\|BW]]                            |
| Wichhusen Cirkwehrumer Straße 20 53° 25′ 25″ N, 7° 11′ 8″ O         | Gut Wichhusen (Herrenhaus)       | Zweigeschossiger L-förmiger Backsteinbau mit Rokoko-Elementen aus Werkstein. | 34648737 | [[Vorlage:Bilderwunsch/code!/C:53.423671,7.185557!/D: Wichhusen Cirkwehrumer Straße 20, Gut Wichhusen (Herrenhaus)!/\|BW]]                          |
| Wichhusen Cirkwehrumer Straße 20 53° 25′ 25″ N, 7° 11′ 5″ O         | Gut Wichhusen (Gärtnerhaus)      | Backsteinbau, zum Teil verputzt. Fenster teilweise original erhalten. Erbaut 1. Hälfte 19. Jh. | 34648666 | [[Vorlage:Bilderwunsch/code!/C:53.423621,7.184794!/D: Wichhusen Cirkwehrumer Straße 20, Gut Wichhusen (Gärtnerhaus)!/\|BW]]                         |
| Wichhusen Cirkwehrumer Straße 20 53° 25′ 25″ N, 7° 11′ 4″ O         | Gut Wichhusen (Scheune)          | | 34648644 | [[Vorlage:Bilderwunsch/code!/C:53.423578,7.184438!/D: Wichhusen Cirkwehrumer Straße 20, Gut Wichhusen (Scheune)!/\|BW]]                             |
| Wichhusen Cirkwehrumer Straße 20 53° 25′ 26″ N, 7° 11′ 8″ O         | Gut Wichhusen (Stallgebäude)     | Backsteinbau mit zeittypischen Zierformen und Rundbogenfenstern. Parallel zum Herrenhaus mit erneuertem Verbindungstrakt. | 34648760 | [[Vorlage:Bilderwunsch/code!/C:53.423948,7.185609!/D: Wichhusen Cirkwehrumer Straße 20, Gut Wichhusen (Stallgebäude)!/\|BW]]                        |
| Wichhusen Cirkwehrumer Straße 20 53° 25′ 25″ N, 7° 11′ 5″ O         | Gut Wichhusen (Taubenhaus)       | | 34648691 | [[Vorlage:Bilderwunsch/code!/C:53.423693,7.184807!/D: Wichhusen Cirkwehrumer Straße 20, Gut Wichhusen (Taubenhaus)!/\|BW]]                          |
| Wichhusen Cirkwehrumer Straße 20 53° 25′ 25″ N, 7° 11′ 8″ O         | Gut Wichhusen (Sonnenuhr)        | Blocksonnenuhr, auf steinernem Unterbau mit barocken Verzierungen. | 34649296 | [[Vorlage:Bilderwunsch/code!/C:53.423617,7.185424!/D: Wichhusen Cirkwehrumer Straße 20, Gut Wichhusen (Sonnenuhr)!/\|BW]]                           |
| Wichhusen Cirkwehrumer Straße 20 53° 25′ 22″ N, 7° 11′ 4″ O         | Gut Wichhusen (Parktor)          | Barocke Pfeiler mit schmiedeeisernen Toren (niederländische Arbeit). | 34648621 | [[Vorlage:Bilderwunsch/code!/C:53.422796,7.184328!/D: Wichhusen Cirkwehrumer Straße 20, Gut Wichhusen (Parktor)!/\|BW]]                             |
| Wichhusen Cirkwehrumer Straße 20 53° 25′ 26″ N, 7° 11′ 13″ O        | Gut Wichhusen (Allee)            | | 34649872 | [[Vorlage:Bilderwunsch/code!/C:53.423811,7.186968!/D: Wichhusen Cirkwehrumer Straße 20, Gut Wichhusen (Allee)!/\|BW]]                               |
| Wichhusen Cirkwehrumer Straße 20 53° 25′ 29″ N, 7° 11′ 15″ O        | Gut Wichhusen (Park)             | Prachtvolle Lindenallee im Süden, ansonsten stark verwildert mit altem Baumbestand | 34648713 | [[Vorlage:Bilderwunsch/code!/C:53.424707,7.187376!/D: Wichhusen Cirkwehrumer Straße 20, Gut Wichhusen (Park)!/\|BW]]                                |
| Wichhusen Cirkwehrumer Straße 20 53° 25′ 24″ N, 7° 11′ 2″ O         | Gut Wichhusen (Graft)            | Baumbestand | 34650320 | [[Vorlage:Bilderwunsch/code!/C:53.42338,7.183905!/D: Wichhusen Cirkwehrumer Straße 20, Gut Wichhusen (Graft)!/\|BW]]                                |
| Groß-Midlum Groß-Midlumer Ring 21 53° 24′ 40″ N, 7° 9′ 28″ O        | Wohnhaus                         | Eingeschossiger Rohziegelbau mit sieben Achsen und drei Räumen, je mit Butzen und Stallraum. Erbaut unter Verwendung eines Vorgängerbaus um 1860. | 38387293 | |
| Groß Albringswehr Harsweger Ziegelei 10 53° 23′ 23″ N, 7° 11′ 58″ O | Wohnhaus                         | Gulfhaus in Form eines Kreuzelwerks von etwa 1815. 1830 Erweiterung durch einen breiten dreigliedrigen Baukörper. | 34648245 | [[Vorlage:Bilderwunsch/code!/C:53.38985,7.199419!/D: Groß Albringswehr Harsweger Ziegelei 10, Wohnhaus!/\|BW]]                                      |
| Groß Albringswehr Harsweger Ziegelei 10 53° 23′ 27″ N, 7° 12′ 0″ O  | Garten                           | Landschaftlich gestalteter Hausgarten mit altem Baumbestand und Nutzungsgliederung. | 34648273 | [[Vorlage:Bilderwunsch/code!/C:53.390714,7.19994!/D: Groß Albringswehr Harsweger Ziegelei 10, Garten!/\|BW]]                                        |
| Canhusen Im Dorfring 3 53° 26′ 35″ N, 7° 12′ 34″ O                  | Kirche                           | Kleiner rechteckiger Saalbau in Backstein. Südtraufe und Ostgiebel mit Spitzbogenfenstern. Der Westgiebel wurde 1828 neu aufgemauert. | 34648153 | Weitere Bilder |
| Canhusen Im Dorfring 5 53° 26′ 36″ N, 7° 12′ 34″ O                  | Pastorat                         | Ein- bis zweigeschossiger Ziegelbau mit segmentbogigen und überdachten Fenstern. | 34648176 | [[Vorlage:Bilderwunsch/code!/C:53.443228,7.209389!/D: Canhusen Im Dorfring 5, Pastorat!/\|BW]]                                                      |
| Groß-Midlum Im Winkel 2 53° 24′ 32″ N, 7° 9′ 36″ O                  | Wohnhaus                         | Gut erhaltener Backsteinbau mit zweigeschossigem Wohnteil. Schiebefenster mit Blockrahmen sowie Hauseingang überwiegend erhalten. | 34648372 | [[Vorlage:Bilderwunsch/code!/C:53.40882,7.160062!/D: Groß-Midlum Im Winkel 2, Wohnhaus!/\|BW]]                                                      |
| Loppersum Kirchstraße 2 53° 25′ 29″ N, 7° 13′ 56″ O                 | Schatthaus Ringena               | Westlich des Fresenhauses gelegener großer Backsteinbau, bestehend aus winkelförmigen Wohnteil zur Straße und rückwärtiger Gulfscheune, alle unter Schopfwalmdächern. Wohnteil rechts giebelständig und zweigeschossig mit Eingang mittig, links nach Westen im rechten Winkel dazu zurückgesetzter ebenfalls zweigeschossiger Flügel, im Winkel davor eingeschossiger Trakt unter modern überdachter Terrasse angebaut. Am Straßengiebel Rokokotür und Wappenstein. Im Inneren des Wohnteils bauzeitliche Raumstruktur und -ausstattung. Zur Straße Backsteinmauer. Erwähnt im 16. Jh., Neubau Anfang der 1850er Jahre als Wirtschaftshof des Fresenhauses. | 34648783 | |
| Loppersum Kirchstraße 3 53° 25′ 27″ N, 7° 13′ 55″ O                 | Dorfschule Loppersum             | Ehemalige Schule mit Lehrerwohnung von 1854. Traufständiger, eingeschossiger Backsteinbau auf längsrechteckigem Grundriss. Halbwalmdach, im Westen abgewalmt, früherer Schopfwalm im Osten in der 2. Hälfte des 20. Jh. durch Giebel ersetzt. Ostgiebel fünfachsig mit scheitrechtem Sturz, Traufseiten achtachsig mit Blockrahmenfenstern ohne Sturz. Zugänge von Osten, Norden und Süden. Im Süden am Ende des 19. Jh. Anbau eines zweigeschossigen Gebäudeflügels unter Satteldach mit gleicher Firsthöhe wie Kernbau. | 34649353 | [[Vorlage:Bilderwunsch/code!/C:53.424167,7.231866!/D: Loppersum Kirchstraße 3, Dorfschule Loppersum!/\|BW]]                                         |
| Loppersum Kirchstraße 4 53° 25′ 28″ N, 7° 13′ 54″ O                 | Kirche                           | Auf Wurt gelegene geostete Saalkirche aus Backstein mit 5/8-Schluss. Auf Westseite Eingangsvorbau mit spitzbogigem Gewändeportal, darüber im Giebel gestaffelte Blendfelder mit getreppten Abschlüssen, auf dem First Glockenträger. Am Schiff Spitzbogenfenster und Strebepfeiler, unter der Traufe Konsolfries. Inneres mit korbbogiger Holztonne, spitzer Apsisbogen, in der Apsis Kreuzgewölbe. Teile der bauzeitlichen Ausstattung erhalten: Orgelempore mit Orgel, Kirchenbänke, Herrenprieche, Kanzel. Mehrere Grabplatten des 16.-18. Jh. Erbaut 1865-1866 an Stelle einer dem Hl. Antonius geweihten Kirche des 14. Jh., Architekt: Visser. | 34649353 | Weitere Bilder |
| Loppersum Kirchstraße 4 53° 25′ 27″ N, 7° 13′ 54″ O                 | Kirche (Glockenturm)             | Zweigeschossiger Backsteinbau unter Satteldach. Auf östlicher und westlicher Traufseite je drei rundbogige Schallöffnungen, auf Ostseite im EG drei Rundbogenarkaden. An Giebelseiten kleine Rundbogenfenster. Erbaut wohl im 14. Jh. | 34648835 | |
| Loppersum Kirchstraße 4 53° 25′ 28″ N, 7° 13′ 53″ O                 | Kirche (Friedhof)                | | 34650522 | [[Vorlage:Bilderwunsch/code!/C:53.424398,7.231399!/D: Loppersum Kirchstraße 4, Kirche (Friedhof)!/\|BW]]                                            |
| Loppersum Kirchstraße 5 53° 25′ 26″ N, 7° 13′ 55″ O                 | Dorfschule Loppersum             | Erweiterungsbau der Dorfschule Loppersum von 1894 (bezeichnet). Südlich des vierzig Jahre älteren Schulgebäudes auf demselben Grundstück errichtet. Eingeschossiger Rohziegelbau mit niedrigem Drempel über längsrechteckigem, im Westen beidseitig eingezogenen Grundriss. Halbes Schopfwalmdach, Giebel im Osten als Schauseite ausgebildet. Zeittypische Fassadengestaltung mit Segmentbogenöffnungen, Rundfenster im Giebeldreieck und Sägezahnfries entlang der Traufen. An südlicher Traufe nachträglicher Anbau aus zweiter Hälfte des 20. Jh. unter Abschleppung. | 49579677 | [[Vorlage:Bilderwunsch/code!/C:53.424019,7.231872!/D: Loppersum Kirchstraße 5, Dorfschule Loppersum!/\|BW]]                                         |
| Loppersum Kleiner Weg 3 - 5 53° 25′ 27″ N, 7° 14′ 3″ O              | Wohnhaus                         | Eingeschossiger giebelständiger Putzbau von vier Achsen mit Fußwalmdach. Längs des Firstes geteiltes Doppelhaus mit Eingängen an beiden Seiten. Öffnungen segmentbogig. Rückwärtig breitere Anbauten. Erbaut wohl im 18. Jh. als Landarbeiterhaus. | 34649376 | [[Vorlage:Bilderwunsch/code!/C:53.424265,7.234042!/D: Loppersum Kleiner Weg 3 - 5, Wohnhaus!/\|BW]]                                                 |
| Westerhusen Landesstraße 4 53° 24′ 45″ N, 7° 10′ 54″ O              | Remise                           | | 34649822 | [[Vorlage:Bilderwunsch/code!/C:53.41242,7.181703!/D: Westerhusen Landesstraße 4, Remise!/\|BW]]                                                     |
| Westerhusen Landesstraße 4 53° 24′ 44″ N, 7° 10′ 55″ O              | Herrenhaus                       | | 34649246 | [[Vorlage:Bilderwunsch/code!/C:53.41232,7.181923!/D: Westerhusen Landesstraße 4, Herrenhaus!/\|BW]]                                                 |
| Westerhusen Landesstraße 4 53° 24′ 44″ N, 7° 10′ 57″ O              | Park                             | | 34650447 | [[Vorlage:Bilderwunsch/code!/C:53.412167,7.182634!/D: Westerhusen Landesstraße 4, Park!/\|BW]]                                                      |
| Westerhusen Landesstraße 4 53° 24′ 43″ N, 7° 10′ 54″ O              | Einfriedung                      | | 34650471 | [[Vorlage:Bilderwunsch/code!/C:53.412056,7.181689!/D: Westerhusen Landesstraße 4, Einfriedung!/\|BW]]                                               |
| Westerhusen Landesstraße 4 53° 24′ 47″ N, 7° 10′ 54″ O              | Burgstelle                       | | 34649079 | [[Vorlage:Bilderwunsch/code!/O:Burg Westerhusen!/C:53.412967,7.181752!/D: Westerhusen Landesstraße 4, Burgstelle!/\|BW]]                            |
| Westerhusen Landesstraße 4 53° 24′ 48″ N, 7° 10′ 49″ O              | Graft                            | | 34649720 | |
| Westerhusen Landesstraße 12 53° 24′ 45″ N, 7° 10′ 49″ O             | Kirche                           | Rechteckiger gotischer Saalbau in Backsteinmauerwerk. Nordwand zum Teil aus dem 13. Jahrhundert (hier Rundbogenfenster geschlossen). Südwand mit Umgestaltungen des 16. Jh. (Spitzbogenfenster). | 34649128 | Weitere Bilder |
| Westerhusen Landesstraße 12 53° 24′ 45″ N, 7° 10′ 50″ O             | Glockenturm                      | | 34649151 | [[Vorlage:Bilderwunsch/code!/C:53.412367,7.180535!/D: Westerhusen Landesstraße 12, Glockenturm!/\|BW]]                                              |
| Westerhusen Landesstraße 12 53° 24′ 45″ N, 7° 10′ 48″ O             | Friedhof                         | | 34649174 | [[Vorlage:Bilderwunsch/code!/C:53.412607,7.180119!/D: Westerhusen Landesstraße 12, Friedhof!/\|BW]]                                                 |
| Westerhusen Landesstraße 12 53° 24′ 45″ N, 7° 10′ 50″ O             | Einfriedung                      | | 34650069 | [[Vorlage:Bilderwunsch/code!/C:53.412632,7.180602!/D: Westerhusen Landesstraße 12, Einfriedung!/\|BW]]                                              |
| Loppersum Loppersumer Straße 17 53° 25′ 32″ N, 7° 14′ 2″ O          | Wohnhaus                         | Steinhaus, eingeschossiger traufständiger Backsteinbau unter Satteldach. Traufseite an Straße mit moderner Verblendung, im Dach moderne Walmgaupe. An Giebeln horizontale Sandsteinbänderung und ornamental verzierte Zuganker. Auf linker Seite Wappenrelief mit Jahreszahl. Eingang auf der rechten Seite. Bezeichnet 1622. | 34649401 | [[Vorlage:Bilderwunsch/code!/C:53.425517,7.233881!/D: Loppersum Loppersumer Straße 17, Wohnhaus!/\|BW]]                                             |
| Osterhuser Straße 14 53° 24′ 58″ N, 7° 11′ 44″ O                    | Kirche                           | Stattlicher einschiffiger Backsteinbau mit Chorpolygon. Breite Spitzbogenfenster mit Fischblasenmaßwerk. Südwand mit vermauertem breitem Spitzbogen. Grabmal des Junkers Ripperde. | 34648475 | Weitere Bilder |
| Osterhuser Straße 14 53° 24′ 58″ N, 7° 11′ 44″ O                    | Glockenturm                      | Backsteinbau mit Kleeblattbogenblenden und Ziegelmustern. | 34648475 | |
| Osterhuser Straße 14 53° 24′ 59″ N, 7° 11′ 42″ O                    | Kirche (Friedhof)                | | 34650401 | BW |
| Osterhuser Straße 14 53° 25′ 0″ N, 7° 11′ 44″ O                     | Kirche (Kirchwurt)               | | 34649921 | BW |
| Osterhuser Straße 14 53° 25′ 0″ N, 7° 11′ 42″ O                     | Kirche (Einfriedung)             | | 34650424 | BW |
| Osterhuser Straße 16 53° 24′ 58″ N, 7° 11′ 44″ O                    | Burg Hinta (Gulfhaus I)          | Eingeschossiger Wohnteil unter Halbwalmdach. Wirtschaftsgiebel und Traufen mit geringen Veränderungen. | 34648497 | |
| Osterhuser Straße 18 53° 24′ 57″ N, 7° 11′ 41″ O                    | Burg Hinta                       | Im Besitz der Familie Frese befindliche Vierflügelanlage. Westflügel (ältester Teil) um 1450, Seitenflügel wohl von 1719. Von Osten über eine Holzbrücke durch ein Portal aus dem Jahr 1704 erschlossen. | 34648521 | Weitere Bilder |
| Osterhuser Straße 18 53° 24′ 57″ N, 7° 11′ 43″ O                    | Burg Hinta (Holzbrücke)          | | 34650292 | |
| Osterhuser Straße 18 53° 24′ 57″ N, 7° 11′ 40″ O                    | Burg Hinta (Graft)               | | 34650044 | BW |
| Osterhuser Straße 18 53° 24′ 57″ N, 7° 11′ 45″ O                    | Burg Hinta (Taubenhaus)          | | 34648572 | |
| Osterhuser Straße 20 53° 24′ 57″ N, 7° 11′ 45″ O                    | Burg Hinta (Gulfhaus II)         | Zweigeschossiger Wohnteil unter Halbwalmdach. Hofseitiger Wohnteil mit Toreinbrüchen. | 34648597 | |
| Loppersum Schloßstraße 53° 25′ 29″ N, 7° 14′ 1″ O                   | Denkmal                          | Sandsteintabernakel auf Sockel mit bekrönender Schale. Auf jeder Seite spitzbogige Blendarkadenfelder mit Inschriften, an den Kanten Säulchen. 1862 zur Erinnerung an den Besuch König Georgs V. im Fresenhaus am 24. August 1861 aufgestellt. | 34648884 | |
| Loppersum Schloßstraße 4 53° 25′ 30″ N, 7° 14′ 1″ O                 | Gulfhaus                         | Backsteinbau, bestehend aus eingeschossigen giebelständigen Wohnteil (Steinhaus) unter Satteldach zur Straße und rückwärtig firstparallel nach rechts versetzt angebauten Gulfscheune unter halbem Schopfwalmdach. Am Steinhaus Giebel mit zinnenartigen Auszügen und horizontaler Bänderung in Sandstein. Innen Upkammer über die gesamte Breite. Steinhaus bezeichnet 1554, Gulfscheune dendrochronologisch datiert auf 1835. | 34648908 | |
| Loppersum Schloßstraße 6 53° 25′ 30″ N, 7° 13′ 58″ O                | Herrenhaus                       | In Parkanlage auf Loppersumer Burghügel errichtet. Traufständiger eineinhalbgeschossiger Putzbau von sieben Achsen über Kellersockel unter Satteldach. Traufseitig nach Süden auf ganzer Breite eingeschossiger Vorbau, mittlere drei Achsen als eineinhalbgeschossiger Risalit unter Walmdach, darin mittig Eingang, davor Freitreppe, mit eiserner Dachkonstruktion. Rückwärtig links Anbau unter Satteldach, rechts von der Mitte Hofeingang mit Vorbau. Fenster rechteckig, Garteneingang und Fenster daneben spitzbogig. Traufen mit Zinnen besetzt, seitliche Giebel als Treppengiebel, am Risalit mittig Auszug mit Wappenrelief. Putzgliederung: Lisenen, Bogenfriese, Brüstungsfelder. Errichtet an der Stelle der 1381 erstmals erwähnten und 1776 abgebrochenen Loppersumer Burg. Legat Georgs V. an Friedrich Christian Ernst von Frese. Jetzige Herrenhaus bezeichnet 1859, Architekt: Georg Ludwig Friedrich Laves. | 34648938 | Weitere Bilder |
| Loppersum Schloßstraße 6 53° 25′ 29″ N, 7° 13′ 57″ O                | Pavillon                         | Sechseckiger Pavillon mit Taubenhaus im Park südwestlich des Herrenhauses. Mittelsäule aus Gusseisen, Kaminzug und Verkleidungen erneuert. Darüber an einer Stange hölzernes Taubenhaus. Erbaut 1859. | 34648966 | [[Vorlage:Bilderwunsch/code!/C:53.424641,7.232563!/D: Loppersum Schloßstraße 6, Pavillon!/\|BW]]                                                    |
| Loppersum Schloßstraße 6 53° 25′ 32″ N, 7° 13′ 55″ O                | Garten                           | | 34648998 | [[Vorlage:Bilderwunsch/code!/C:53.425602,7.232016!/D: Loppersum Schloßstraße 6, Garten!/\|BW]]                                                      |
| Suurhusen Smal Joed 5 53° 24′ 54″ N, 7° 13′ 24″ O                   | Heimatstube/Landarbeitermuseum   | Ehemaliges Landarbeiterhaus, bestehend aus einem Wohnraum und Stallraum; um 1992 grundlegend instand gesetzt. Bildet mit ehemaliger Dorfschule bauliche Einheit. | 34649452 | [[Vorlage:Bilderwunsch/code!/O:Landarbeitermuseum Suurhusen!/C:53.414997,7.223422!/D: Suurhusen Smal Joed 5, Heimatstube/Landarbeitermuseum!/\|BW]] |
| Suurhusen Smal Joed 6 53° 24′ 53″ N, 7° 13′ 24″ O                   | Schule                           | | 34649479 | [[Vorlage:Bilderwunsch/code!/C:53.414747,7.223412!/D: Suurhusen Smal Joed 6, Schule!/\|BW]]                                                         |
| Osterhusen Suurhuser Straße 2 53° 25′ 9″ N, 7° 12′ 17″ O            | Gulfhaus                         | Anderthalbgeschossiges Wohnhaus. Getreideboden über EG mit Fensterluken. Errichtet 1812. | 34649428 | [[Vorlage:Bilderwunsch/code!/C:53.41904,7.204602!/D: Osterhusen Suurhuser Straße 2, Gulfhaus!/\|BW]]                                                |
| Suurhusen Teestraße 6, 53° 24′ 54″ N, 7° 13′ 26″ O                  | Gulfhaus                         | Anderthalbgeschossiges Wohnhaus, Backsteinbau, später verputzt. | 34649505 | [[Vorlage:Bilderwunsch/code!/C:53.415006,7.223979!/D: Suurhusen Teestraße 6,, Gulfhaus!/\|BW]]                                                      |
| Cirkwehrum Turmstraße 2 53° 26′ 15″ N, 7° 10′ 18″ O                 | Kirche                           | Kleiner rechteckiger Saalbau in Backstein. Südtraufe und Ostgiebel mit Spitzbogenfenstern. Der Westgiebel wurde 1828 neu aufgemauert. | 34648222 | Weitere Bilder |